# Gunung Sumbing
Gunung Sumbing är en stratovulkan i Indonesien. Den ligger i provinsen Jawa Tengah, i den västra delen av landet, 400 km öster om huvudstaden Jakarta. Toppen på Gunung Sumbing är 3 371 meter över havet.
Vulkanens enda kända utbrott skedde 1730.